# Mountain Men

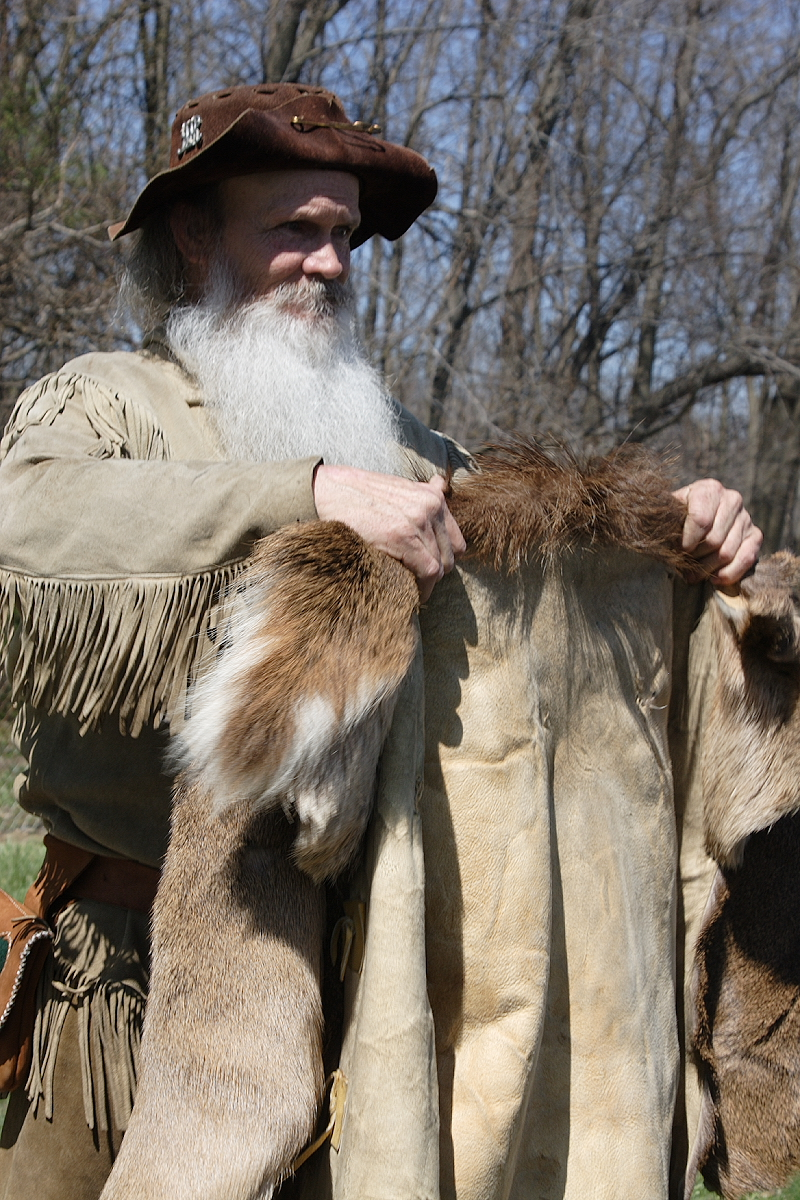
Reconstrução histórica de um típico "Mountain Man"

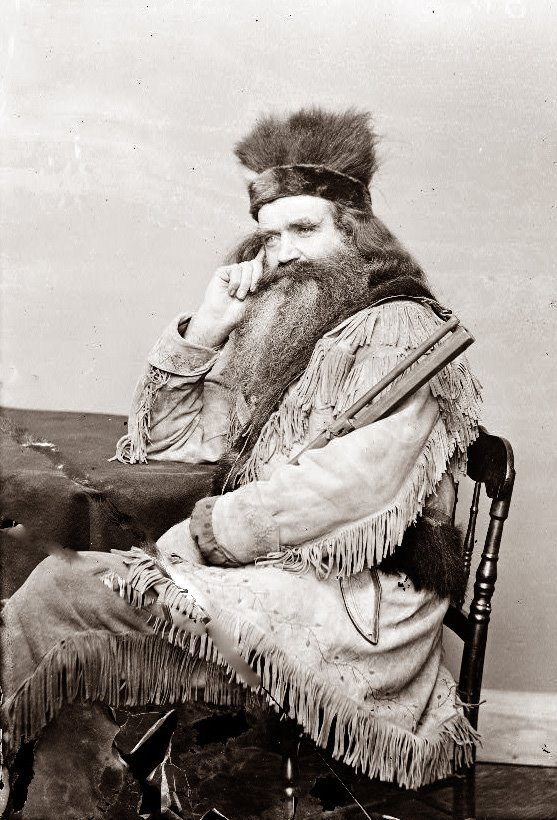
Caçador e comerciante de peles Seth Kinman em 1864

Mountain Men (tradução: Homens da Montanha) eram os caçadores e exploradores das Montanhas Rochosas no século XIX, em particular entre as décadas 1810 e 1880, com particular ênfase na década de 1840. O seu principal interesse era a caça de castores para vender as peles, embora alguns estivessem interessados em explorar o Velho Oeste.
Os Mountain Men dominaram a expansão geográfica e económica dos Estados Unidos para ocidente, impulsionando com os seus lucros do comércio de peles a economia da América do Norte, na região do chamado Oregon Country , onde floresceram economicamente durante mais de três décadas.

## História
Após a expedição de Lewis e Clark pelo recém-adquirido Território da Louisiana ter regressado a St. Louis em 1806, espalhou-se a fama de grandes riquezas em peles de castor ao longo do alto rio Missouri e  vales das Montanhas Rochosas. A expedição de Lewis e Clark tinha mesmo deixado um homem a caçar castores, de nome John Colter. Colter foi um dos primeiros caçadores a poder ser chamado "homem da montanha". Quando Colter regressou a St. Louis, em 1807, rapidamente fez uma série de expedições até ao rio Missouri para caçar, mas acima de tudo para fazer comércio com os índios. Em 1809 fundou juntamente com Manuel Lisa e Andrew Henry a "St. Louis Missouri Fur Company". A vida dos funcionários era organizada com base na disciplina militar.
Em 1824, um "sistema de encontros" foi introduzido: a empresa de comércio de peles trouxe no verão carregamentos especiais de lugares onde negociava com os caçadores e enviou as peles pelo rios Missouri e Mississippi para sul. William Henry Ashley e a sua empresa Rocky Mountain Fur foram os primeiros a ter vantagens com este sistema.
As peles de castor eram necessárias para a produção de chapéus de castor, uma moda que veio originalmente da Inglaterra, mas que na década de 1840 acabaria por desaparecer. Simultaneamente, com a diminuição da procura de peles de castor, houve um declínio na população de castores devido à caça excessiva. Isto, juntamente com um melhor desenvolvimento do Oeste Americano, por exemplo através do Oregon Trail e do Mormon Trail, acabaria por ter como consequência o fim dos Mountain Men clássicos. A partir dos meados da década de 1830 passaram a ter importância os couros de bisonte e, em 1850, já dominavam o negócio.

## Figuras notáveis
- Jim Beckwourth (1800-1866) nascido em escravatura, chegou ao Missouri com os seus pais e foi libertado por seu pai. Ele começou a trabalhar com a expedição Ashley, assinou contrato com a empresa Rocky Mountain Fur, e tornou-se um homem da montanha bem conhecido. Escreveu a sua vida em livro.
- Jim Bridger (1804-1881) seguiu para o oeste em 1822 aos 17 anos de idade, como membro da Ashley Hundred para explorar o Missouri Superior. Foi um dos primeiros não-nativos a ver os gêiseres e outras maravilhas naturais da região de Yellowstone. É considerado como um dos primeiros homens de ascendência europeia, juntamente com Etienne Provost, a ver o Grande Lago Salgado (devido à salinidade, primeiro Bridger supôs que era um braço do oceano Pacífico). Em 1830, Bridger comprou ações da Rocky Mountain Fur e estabeleceu-se em Fort Bridger, no sudoeste do Wyoming. Era bem conhecido como contador de histórias.
- John Colter (1774-1812), um dos primeiros homens da montanha, era membro da expedição de Lewis e Clark. Mais tarde tornar-se-ia o primeiro homem europeu a entrar no que é hoje o Parque Nacional de Yellowstone, e ver o que é agora Jackson Hole e a cordilheira Teton. A sua descrição da atividade geotérmica ficou conhecida como "Inferno de Colter".
- Kit Carson (1809-1868) ganhou algum reconhecimento como caçador. Carson explorou o oeste que conduzia à Califórnia, e o norte das Montanhas Rochosas. Viveu entre os Arapaho e Cheyenne e foi contratado por John C. Fremont como guia. Alcançou fama nacional devido a Fremont. As histórias da sua vida como homem da montanha transformam-no em figura mítica do Velho Oeste, sendo o homem da montanha protótipo do seu tempo
- John "Liver-Eating" Johnson (1824-1900) foi um dos mais notáveis homens da montanha dos últimos dias da atividade. Johnson trabalhou no Wyoming e Montana, caçando castores, búfalos e lobos. Não era contratado por nenhuma empresa.
- Jedediah Smith (1799 - c. 1831) era um caçador e comerciante de peles cujas explorações foram significativas na abertura do oeste americano para a exploração por europeus e americanos. Smith é considerado o primeiro homem de ascendência europeia a atravessar o futuro estado de Nevada, o primeiro a atravessar o Utah de norte a sul e de leste a oeste, e o primeiro americano a entrar na Califórnia por via terrestre. Foi também o primeiro a escalar a Serra Nevada e explorar a área que vai de San Diego até às margens do rio Colúmbia. Era um empresário bem sucedido e um parceiro de pleno direito na Sociedade Rocky Mountain Fur após a partida de Ashley. Smith sofreu uma vez um ataque de um urso-cinzento e sofreu cicatrizes graves.